# Kraków Kings
Die Kraków Kings sind ein polnisches American-Football-Team aus Krakau.

## Geschichte
Gegründet wurde das Team 2012 nach dem Zusammenschluss der Kraków Tigers und der Kraków Knights.